# Ricania minbuensis
Ricania minbuensis är en insektsart som beskrevs av William Lucas Distant 1916. Ricania minbuensis ingår i släktet Ricania och familjen Ricaniidae. Inga underarter finns listade i Catalogue of Life.